# Подцисувек
Подцисувек (пол. Podcisówek) — село в Польщі, у гміні Штабін Августівського повіту Підляського воєводства.
Населення — 39 осіб (2011).
У 1975-1998 роках село належало до Сувальського воєводства.

## Демографія
Демографічна структура станом на 31 березня 2011 року:
|          | Загалом | Допрацездатний вік | Працездатний вік | Постпрацездатний вік |
| -------- | ------- | ------------------ | ---------------- | -------------------- |
| Чоловіки | 19      | 4                  | 11               | 4                    |
| Жінки    | 20      | 4                  | 12               | 4                    |
| Разом    | 39      | 8                  | 23               | 8                    |